# Porte d'Italie (stanice metra v Paříži)
Porte d'Italie je nepřestupní stanice pařížského metra na jihovýchodní větvi linky 7 ve 13. obvodu v Paříži. Nachází se pod Boulevardem Masséna.

## Historie
Stanice byla otevřena 7. března 1930, kdy došlo k prodloužení tehdejší linky 10 v úseku Place d'Italie ↔ Porte de Choisy. Nástupiště bylo postaveno do oblouku. 26. dubna 1931 byla část mezi stanicemi Place Monge a Porte de Choisy odpojena od linky 10 a připojena k lince 7. Dne 16. prosince 2006 byl umožněn přestup na novou tramvajovou linku T3.

## Název
Stanice byla pojmenována po bývalé bráně, která v těchto místech stála. Branou procházela hlavní silnice z Paříže do Itálie.

## Vstupy
Stanice má několik východů:
- Square Hélène Boucher
- Boulevard Masséna
- Avenue d'Italie
- Rue Fernand Widal – slouží pouze jako výstup z nástupiště ve směru na Mairie d'Ivry